# Magliano in Toscana
Pour les articles homonymes, voir Magliano et  Toscana.
Magliano in Toscana est une commune italienne de la province de Grosseto dans la région Toscane en Italie.

## Histoire
La zone autour du centre de Magliano in Toscana a mis en lumière de nombreux sites archéologiques de l'époque étrusque, parmi lesquels se distinguent la nécropole de Heba ; pendant la Rome antique, les établissements résidentiels préexistants d'origine étrusque ont été utilisés. Le Disque de Magliano remonte au Ve – IVe siècle av. J.-C., une découverte archéologique trouvée dans la localité à la fin du XIXe siècle et actuellement conservée au musée archéologique de Florence, qui s'est avérée fondamentale pour la compréhension de l'ancienne langue étrusque. 
Le Moyen Âge voit l'arrivée au pouvoir de la  famille Aldobrandeschi, qui commencent à contrôler de nombreuses villes de la province de Grosseto, dont Magliano en Toscane qui, au moment de la division des territoires intervenue en 1274, fait partie du comté de Santa Fiora. Jusqu'au XIVe siècle, le village resta sous la domination aldobrandesque, il fut fortifié avec la construction des murs primitifs.
Après la domination des Aldobrandeschi, le centre passa aux mains des Siennois au XIVe siècle, étant ainsi incorporé au territoire de la république de Sienne. À la Renaissance, les Siennois effectuèrent des travaux de rénovation et d'agrandissement des murailles de Magliano in Toscana, qui leur donnèrent une grande partie de leur aspect actuel.
La domination siennoise a pris fin au milieu du XVIe siècle, lorsque le centre est devenu une partie du grand-duché de Toscane, alors contrôlé par les Médicis, et a suivi son destin depuis lors.
Pendant la Seconde Guerre mondiale, dans les zones rurales du nord-ouest du territoire communal, le massacre de Maiano Lavacchio (it) est perpétré le 22 mars 1944.

## Monuments et lieux d'intérêt
- Chiesa di San Giovanni Battista (Magliano in Toscana) (it)
- Chiesa di San Giovanni Battista (Montiano) (it)
- Palazzo del Podestà (Magliano in Toscana) (it) (XVe siècle)
- Murailles de Magliano in Toscana
- Murailles de Montiano
- Murailles de Pereta
- Castello di Montiano Vecchio (it) (IIe siècle)
- Ferme Collecchio (XIVe siècle)
- Tour Basse
- Tour de la Bella Marsilia
- Tour de Cala di Forno
- Nécropole de Santa Maria in Borraccia[2]

## Géographie

### Aire naturelle
- Collines de l'Albegna et de la Fiora
- Lac de Poggio Perotto
- Parc naturel de la Maremme
- Crique de Forno

## Galerie

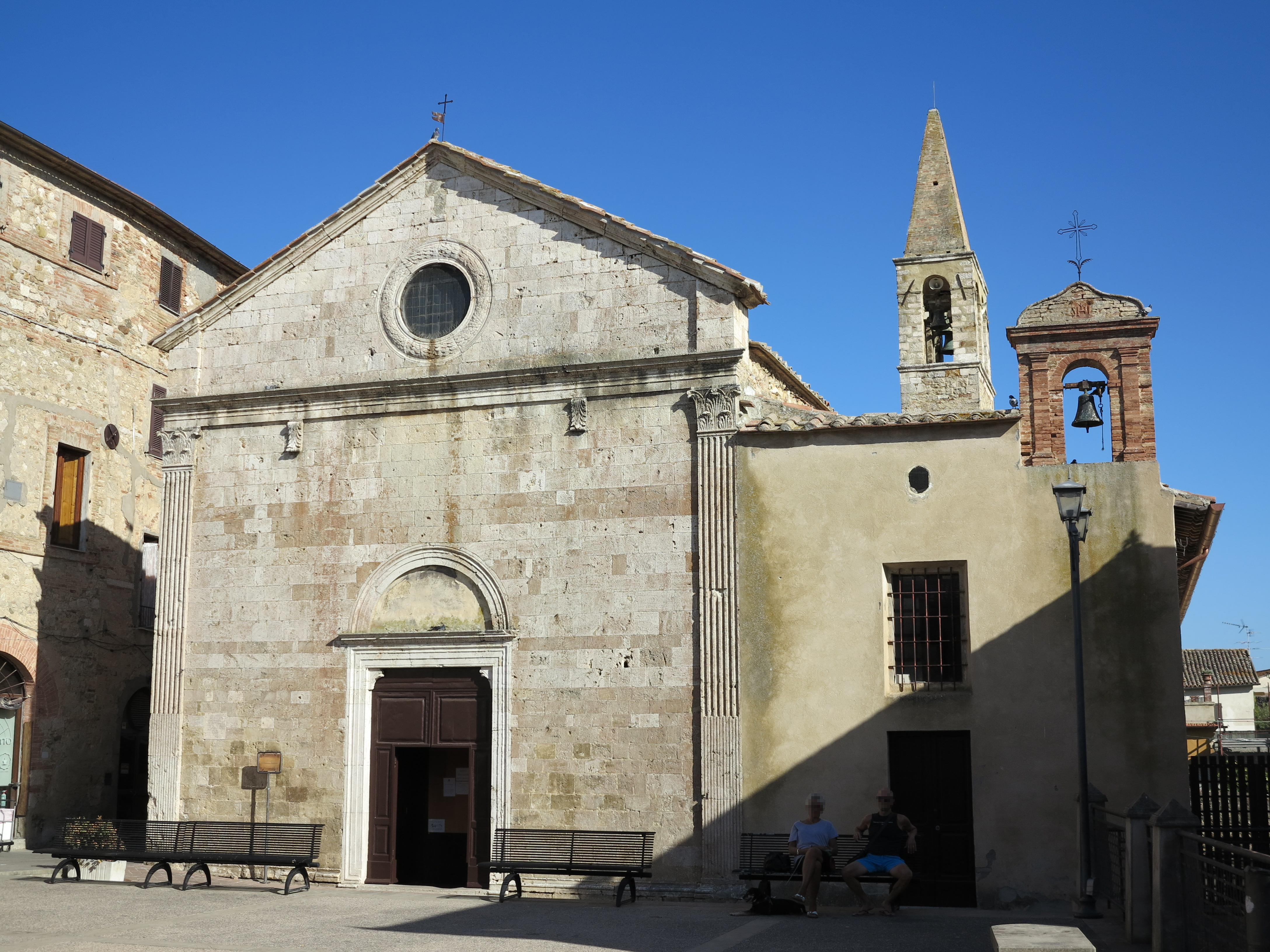
Eglise San Giovanni Battista
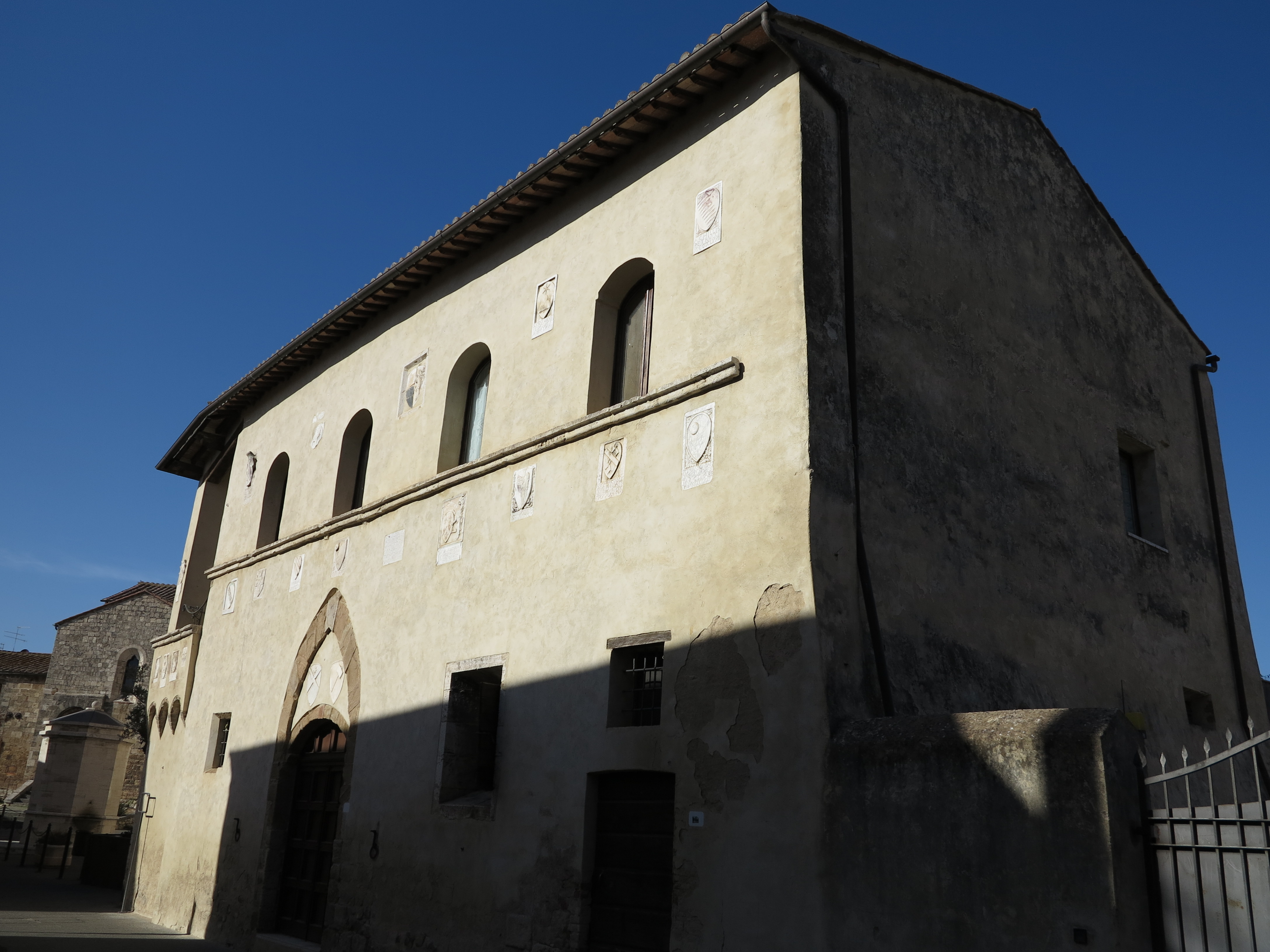
Palazzo del Podestà
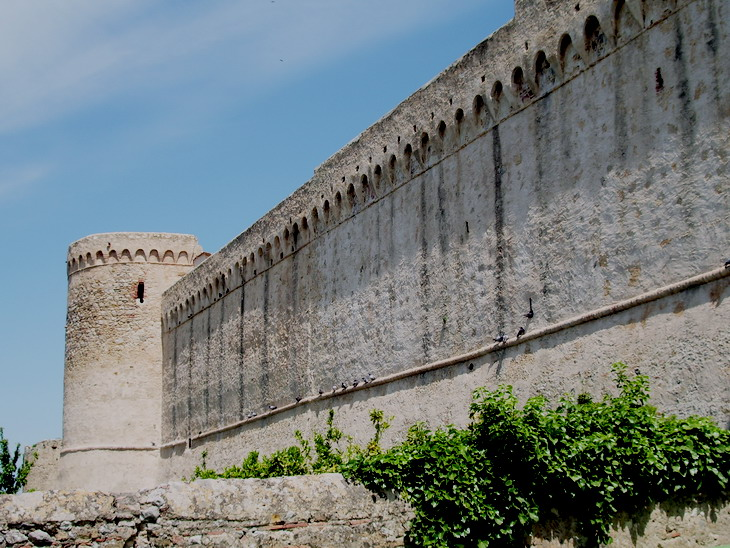
Murailles de Magliano in Toscana
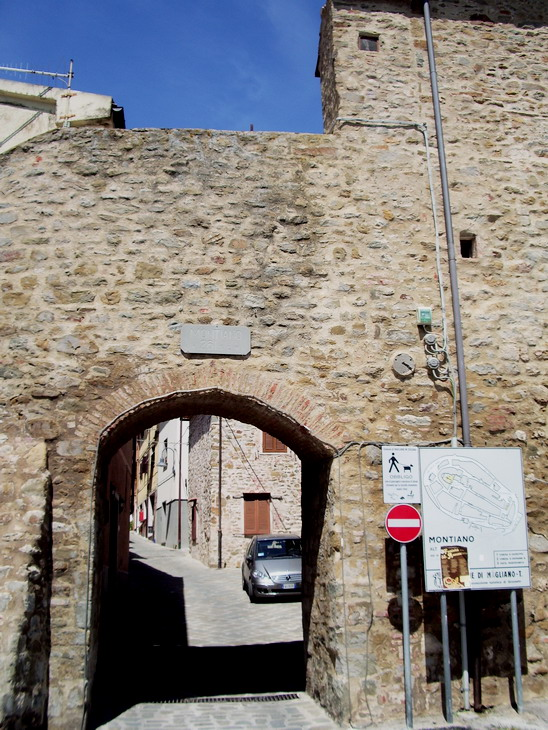
Portede Mura di Montiano
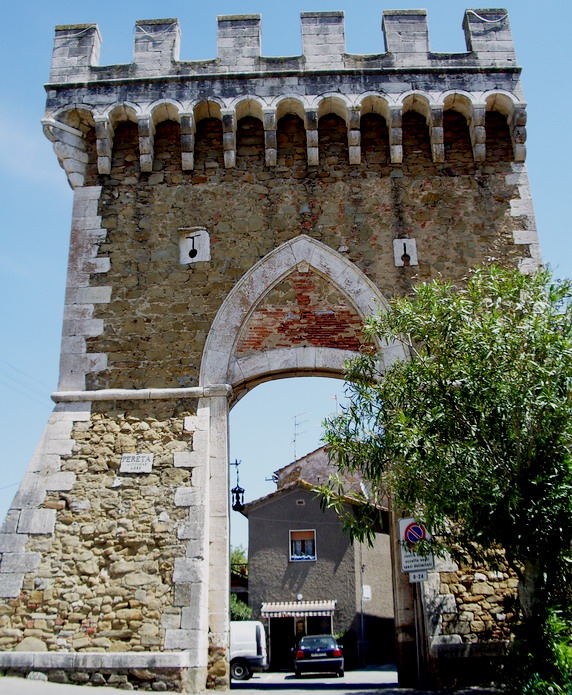
Porta di Ponente à Pereta

## Administration
| Période                                  | Période | Identité | Étiquette | Qualité |
| ---------------------------------------- | ------- | -------- | --------- | ------- |
|                                          |         |          |           |         |
| Les données manquantes sont à compléter. |         |          |           |         |

### Hameaux
Montiano, Pereta

### Communes limitrophes
Grosseto, Manciano, Orbetello, Scansano